# Phoebe Tonkin
Phoebe Tonkin (Sydney, 1989. július 12. –) ausztrál színésznő és modell. A H2O: Egy vízcsepp elég című tévésorozattal vált világszerte ismertté.

## Fiatalkora
Négyéves korától járt tánccsoportokba. Tanult többek klasszikus balettet, hiphopot és kortárs táncot. A Queenwood School for Girls-ban diplomázott.

## Pályafutása
Első televíziós szerepét tizenhat éves korában kapta a H2O: Egy vízcsepp elég című sorozatban, ahol az egyik főszereplőt alakította. 2011-ben a CW Network sorozatában, a The Secret Circle-ben tűnt fel mint Faye Chamberlain. Mellékszerepet és epizódszerepet játszott a Család csak egy van és az Otthonunk című ausztrál sorozatokban, valamint a Holnap, amikor elkezdődött a háború című filmben. Reklámokat és kereskedelmi hirdetéseket is elvállalt. Modellként elsősorban katalógusnak és magazinoknak dolgozik. 2011 januárjában Los Angelesbe költözött, hogy nemzetközi karriert építsen. 2012-ben szerepelt a Csalétek című filmben. Majd a Vámpírnaplók című sorozatban.

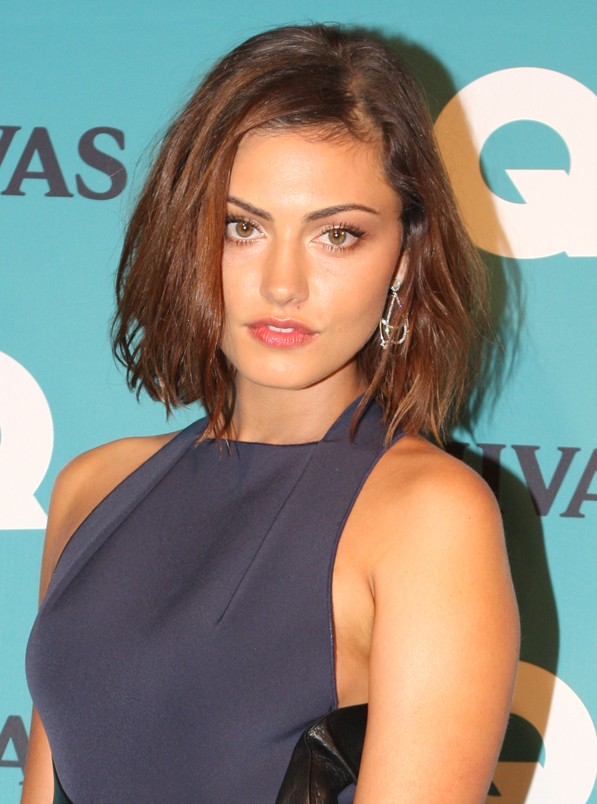
2012-ben

2013-ban szerepelt a The Originals – A sötétség kora című sorozatban. 2017-ben szerepelt a Safe Harbour című filmben. 2018-ban szerepelt A viszony című sorozatban.

## Filmográfia

### Filmek
| Év   | Magyar cím                          | Eredeti cím                  | Szerep        | Magyar hang       |
| ---- | ----------------------------------- | ---------------------------- | ------------- | ----------------- |
| TBA  |                                     | Kid Snow                     | Sunny         |                   |
| 2022 |                                     | Babylon                      |               |                   |
| 2022 |                                     | Transfusion                  | Justine       |                   |
| TBA  |                                     | Night Shift                  |               |                   |
| 2020 |                                     | Furlough                     |               |                   |
| 2019 |                                     | The Place of No Words        | Phoebe        |                   |
| 2018 |                                     | Final Stop                   | lány          |                   |
| 2016 |                                     | Cul-de-Sac                   | anya          |                   |
| 2016 | Milliárdos váltságdíj               | Billionaire Ransom           | Amy Tilton    | Nemes Takách Kata |
| 2014 |                                     | The Ever After               | Mabel         |                   |
| 2012 | Csalétek                            | Bait 3D                      | Jaime         | Mezei Kitty       |
| 2010 | Holnap, amikor elkezdődött a háború | Tomorrow, When the War Began | Fiona Maxwell |                   |

### Televíziós szerepek
| Év        | Magyar cím                      | Eredeti cím            | Szerep             | Megjegyzések                                                                 |
| --------- | ------------------------------- | ---------------------- | ------------------ | ---------------------------------------------------------------------------- |
| 2020      | Westworld                       | Westworld              | Penny              | 2 epizód                                                                     |
| 2019–2020 |                                 | Bloom                  | Gwen Reid fiatalon | főszereplő                                                                   |
| 2018      | A viszony                       | The AffairChange       | Delphine           | 1 epizód                                                                     |
| 2018      |                                 | These New South Whales | önmaga             | 1 epizód                                                                     |
| 2018      |                                 | Safe Harbour           | Olivia Gallagher   | minisorozat                                                                  |
| 2017      |                                 | Pillow Talk            | Sonja              | 1 epizód                                                                     |
| 2015      |                                 | Stalker                | Nicole Clark       | 1 epizód                                                                     |
| 2013–2018 | The Originals – A sötétség kora | The Originals          | Hayley Marshall    | főszereplő magyar hangja Sallai Nóra                                         |
| 2012–2013 | Vámpírnaplók                    | The Vampire Diaries    | Hayley Marshall    | mellékszereplő magyar hangja Sallai Nóra                                     |
| 2011–2012 |                                 | The Secret Circle      | Faye Chamberlain   | főszereplő                                                                   |
| 2010      | Otthonunk                       | Home and Away          | Adrian Hall        | mellékszereplő                                                               |
| 2009–2010 | Család csak egy van             | Packed to the Rafters  | Lexi               | 3 epizód                                                                     |
| 2006–2010 | H2O: Egy vízcsepp elég          | H2O: Just Add Water    | Cleo Sertori       | főszereplő magyar hangja Mahó Andrea (1. szinkron) Csuja Fanni (2. szinkron) |